# Ronnie Ray Smith
Ronald "Ronnie" Ray Smith (Los Angeles, 28 de março de 1949 – Los Angeles, 31 de março de 2013) foi um velocista e campeão olímpico norte-americano.
Em 1968, aos 19 anos, ele igualou o recorde mundial dos 100 m rasos na semifinal do campeonato da Amateur Athtletics Union, o principal campeonato amador norte-americano, fazendo 9s9 para a distância, a mesma marca de Jim Hines na mesma semifinal e o mesmo tempo de outro velocista, Charles Greene, na outra semifinal.  Esta noite em que três velocistas americanos igualaram o recorde mundial dos 100 m ficou conhecida entre os historiadores do atletismo  como "A Noite da Velocidade". Como Ronnie tinha apenas 19 anos, sua marca também foi o recorde mundial júnior, que perdurou por oito anos.
Na Cidade do México 1968, ele não disputou os 100 m; a medalha de ouro e o título de campeão olímpico veio no revezamento 4x100 m, junto com Hines, Greene e Melvin Pender, que venceu a prova estabelecendo novo recorde mundial – 38s24.
Formado em sociologia pela San Jose State University, depois de encerrar a carreira passou a trabalhar como funcionário do Departamento de Parques e Recreação de Los Angeles.